# Xi1 Librae
Xi1 Librae (13 Librae) é uma estrela na direção da constelação de Libra. Possui uma ascensão reta de 14h 54m 22.91s e uma declinação de −11° 53′ 54.0″. Sua magnitude aparente é igual a 5.78. Considerando sua distância de 365 anos-luz em relação à Terra, sua magnitude absoluta é igual a 0.54. Pertence à classe espectral G7III.